# Western Australia
Western Australia eller Västaustralien är Australiens till ytan största delstat och dess huvudstad är Perth.
I delstatens sydvästra del finns skogar med gigantiska jarrah- och karriträd, stränder som är populära bland surfare samt kalkstensgrottor. Här ligger också vinområdet Margaret River runt staden Margaret River. Stora Victoriaöknen sträcker sig över delar av delstaterna Western Australia och South Australia.
I inlandet av Western Australia finns guldfält där guld bryts än idag, främst runt staden Kalgoorlie-Boulder, även om gruvdriften på senare år inriktat sig mer och mer på andra tillgångar, såsom järnmalm, nickel och mineraler. Jordbruksområdena här odlar mycket av landets vete.
I de norra delarna av delstaten finns stränder och korallrev som är populära bland dykare och snorklare. Orten Monkey Mia är känd för sina vilda men oskygga delfiner som gärna hälsar på badande människor.
Huvudorten Perth ligger vid kanten av floden Swan River, några kilometer från stränder vid Indiska oceanen. Vid flodens mynning ligger hamnstaden Fremantle.

## Historia
Västra Australien befolkades gradvis norrifrån för 40 000 till 60 000 år sedan av de folk som idag benämns aboriginer. De första européerna som siktade Australiens västkust var holländare som på 1600-talet kommit ur kurs på väg mot Jakarta. Först att stiga i land var Dirk Hartog 1616. Först mot slutet av 1700-talet kom dess kust att utforskas mera systematiskt och detta gjordes av franska och brittiska sjömän.
En första brittisk bosättning etablerades 1826 i närheten av dagens Albany. Den följdes 1829 av bosättningar vid Swan River, och etablerandet av kolonin "Swan River Colony". Tre år senare var den samlade befolkningen i kolonin 1 500 personer och dess namn ändrades till Western Australia. Kolonins två stora bosättningar växte sedan långsamt till städerna Perth och Fremantle. En viktig del av tillväxten denna tid bestod av straffångar och 1850 hade befolkningen ännu inte nått över 6 000.
Först sedan stora guldfyndigheter hittats vid Kalgoorlie i det inre av Västra Australien på 1890-talet, började befolkningen växa på allvar. I samband med detta beviljades kolonin självstyre, vilket övriga kolonier i Australien haft sedan 1850-talet. John Forrest blev kolonins första premiärminister. Västra Australien var den koloni som var mest avvaktande inför bildandet av en australisk federation, men till sist godkände invånarna anslutningen och den 1 januari 1901 blev Western Australia en delstat i Australien. År 1933 röstade invånarna för utträde i en folkomröstning, men detta beviljades inte av London, och sedan dess har inte frågan varit aktuell.
Efter att guldrushen passerat, blev ull och vete återigen ryggraden i ekonomin. Dessa branscher drabbades hårt av 1930-talets depression, och det dröjde till efter andra världskriget innan Western Australias ekonomi återhämtat sig. Kriget gjorde sig påmint i form av ett sjöslag som 1941 utkämpades utanför kusten mellan ett australiskt och ett tyskt fartyg, samt ett antal japanska bombanfall, vilka krävde omkring hundra dödsoffer.
År 1952 utförde Storbritannien sitt första kärnvapenprov på Montebelloöarna som tillhör Western Australia. 
Under 1950- och 1960-talen anlände stora mängder invandrare från Europa och under 1960-talet inleddes en ny storhetstid för gruvnäringen, nu med fyndigheter av bauxit, nickel och järn.
Relationerna mellan europeiska bosättare och urbefolkningen har varit problematisk. Under mitten av 1800-talet skedde en serie sammandrabbningar, varav den mest omfattande i Pinjarra 1834. En särskild styrelse för tillvaratagande av urbefolkningens rättigheter etablerades 1886. Med tiden antogs dock en rad lagar som bland annat begränsade aboriginernas rätt till skolgång och gav myndigheterna långtgående rättigheter att ta aboriginska barn från deras föräldrar, något som gällde ända in på 1960-talet. År 1967 erkändes aboriginerna som australiensiska medborgare och fick rösträtt.

## Befolkning
De första invånarna i Western Australia kom från en rad olika folkslag med varierande språk. Dessa urinvånare utgör idag 3,1 % av befolkningen på totalt omkring 2,5 miljoner. De finns spridda över delstaten men med koncentration till vissa områden, främst Kimberley i norr där de fortfarande är i majoritet.
Européer började anlända för permanent bosättning 1826, men den europeiska befolkningen växte mycket långsamt fram till 1890-talet. Fram till andra världskriget kom de flesta immigranterna till området från de brittiska öarna. Efter kriget har även italienare, greker och jugoslaver utgjort stora immigrantgrupper. I 2001 års folkräkning räknas 32,7 % av befolkningen ha engelskt ursprung, 27,8 % australiskt, 7,6 % irländskt, 4,3 % italienskt, 2,8 % skotskt, 2,3 % tyskt och 2,2 % kinesiskt.
Befolkningen är starkt koncentrerad till det sydvästra hörnet av delstaten. I Western Australias största stad, Perth, vars storstadsområde inkluderar städerna Fremantle och Rockingham, bor 75 % av delstatens invånare. Andra städer är Mandurah, Bunbury, Kalgoorlie, Albany, Geraldton, Port Hedland och Broome

## Statsskick och politik
Western Australia är en konstitutionell monarki. Statschefen, kung Charles III, representeras av en guvernör, vilken formellt har den verkställande makten. I praktiken utövas denna makt av premiärministern och övriga ministrar, som utses av majoriteten i parlamentets underhus.

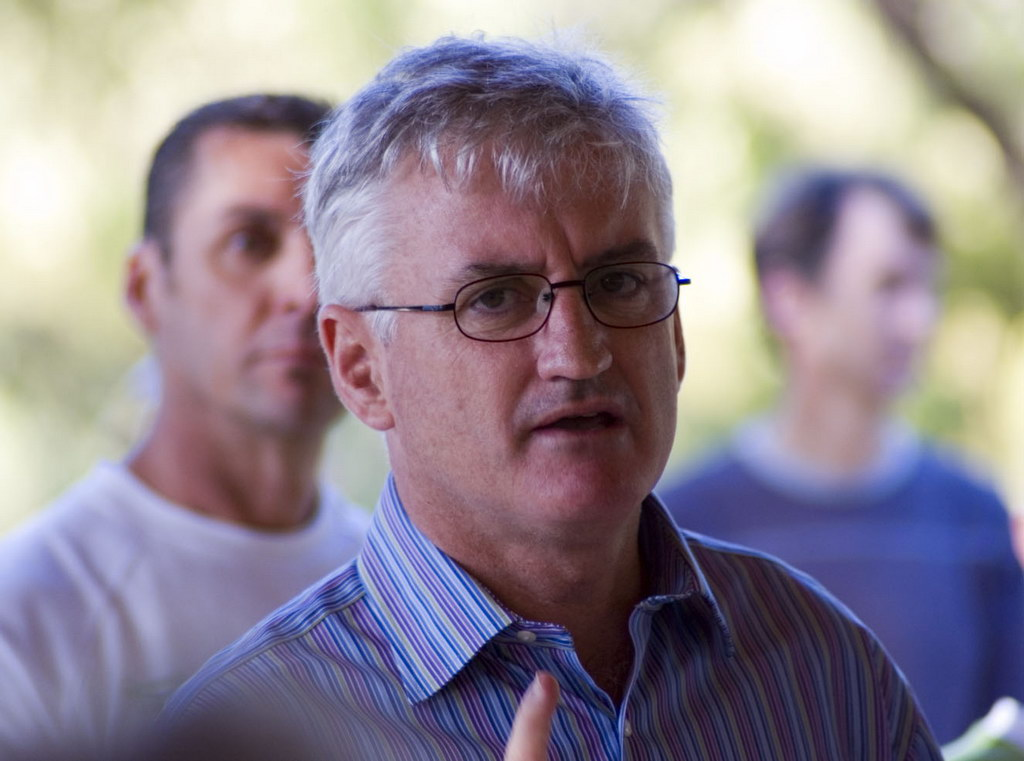
Premiärminister Alan Carpenter (2006–2008).

Den lagstiftande makten innehas sedan 1890 av ett tvåkammarparlament, med överhus med 34 ledamöter och underhus med 57. Överhusets ledamöter väljs vart fjärde år i proportionella val och representerar en av sex regioner. Underhusets ledamöter väljs i enmansvalkretsar på upp till fyra år. Rösträtten är allmän och obligatorisk för alla medborgare över 18 år.
I och med att Western Australia 1901 gick med i det australiska samväldet avstod man viss lagstiftande och dömande makt till samväldet, men bibehåller sin självständighet i övriga frågor.
I de senaste valen till underhuset (2005) fick Labor 41,9 % av rösterna och 32 platser, och utökade därmed sin majoritet. Oppositionen bestående av liberalerna och nationalisterna fick 35,6 % och 18 platser, respektive 3,7 % och 5 platser. Ytterligare två platser gick till oberoende kandidater.

## Administrativ indelning

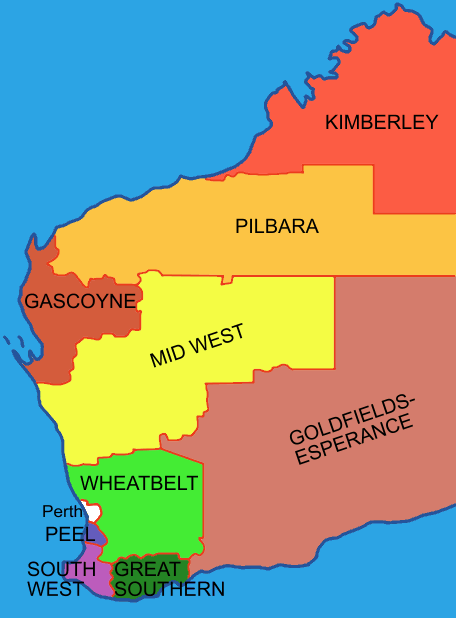
Karta över de ekonomiska regionerna.

Det åligger varje stat i Australien att reglera hur dess område ska administreras och lokala myndigheters verksamhet ska regleras. Western Australia är indelat i 142 lokala förvaltningsområden (Local Government Area – LGA). Det finns tre kategorier av sådana områden, Cities och Towns, som är i huvudsak urbana områden, och Shires som i huvudsak består av landsbygd.
Utöver denna indelning i lokala förvaltningsområden finns en rad olika regionala indelningar knutna till olika funktioner, bland annat för meteorologi, valdistrikt, statistik och djurliv. Den viktigaste regionala indelningen är dock den som skapades 1993 i syfte att främja regional ekonomisk utveckling. Enligt den indelningen består Western Australia av nio regioner, samt huvudstadens storstadsområde som står utanför denna indelning.
De nio regionerna är Gascoyne, Goldfields-Esperance, Great Southern, Kimberley, Mid West, Peel, Pilbara, South West och Wheatbelt.

## Ekonomi

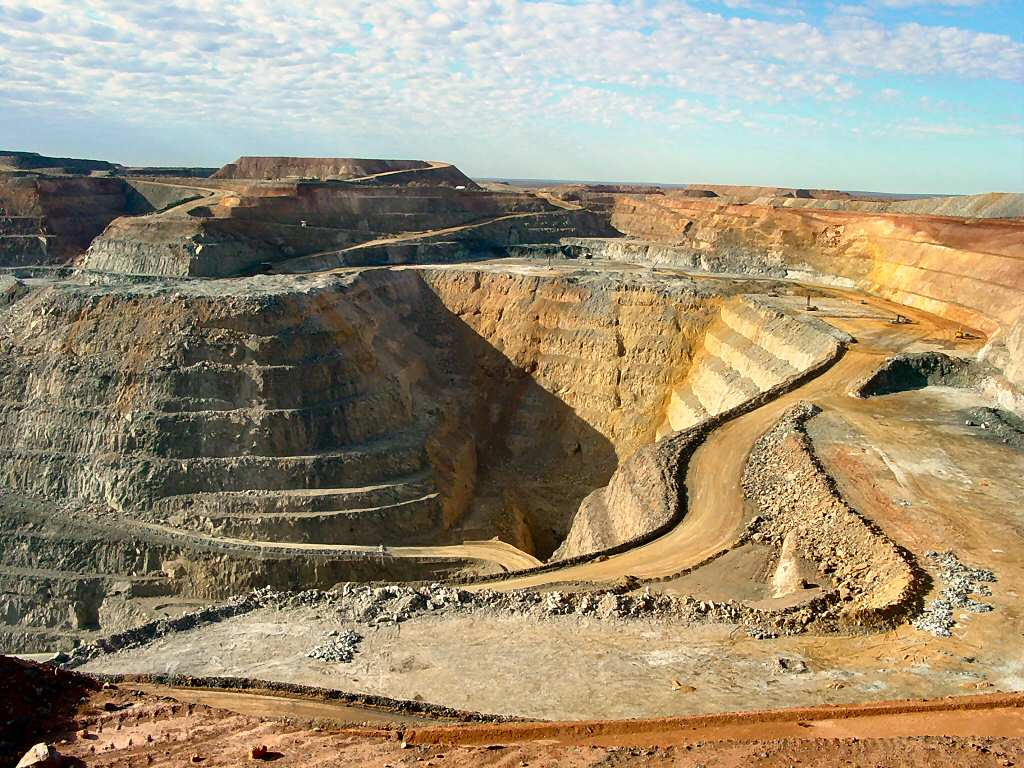
Kalgoorlie Super Pit, Guldgruva.

Western Australia har den högsta produktionen per capita av Aus⁰traliens delstater, och står för över 40 % av Australiens exportvärde. Viktigaste näring är gruvdrift, men även jordbruk, tillverkningsindustri, fiske och turism är betydande näringar.
Gruvproduktionen är omfattande och varierad. Western Australia är världens största producent av aluminium, med 20 % av världsproduktionen, och världens tredje största producent av järnmalm, med 15 % av världsproduktionen. Guld utvinns främst i sydost, runt Kalgoorlie-Boulder och utgör 75 % av Australiens guldproduktion. Längst i norr, i Kimberley finns stora diamantfyndigheter. Utöver detta produceras även nickel, kol, naturgas och olja. Den stora efterfrågan på råvaror, främst från Asien under senare år, har inneburit en kraftig högkonjunktur i Western Australia med stigande fastighetspriser och brist på många yrkesgrupper som följd. Delstatens andel av Australiens samlade exportvärde har i och med detta stigit till över 40 %.
Näst gruvnäringen är jordbruket den viktigaste inkomstkällan. Produkter relaterade till får, såsom ull och kött, samt vete och korn utgör de viktigaste produkterna. Levande boskap exporteras i stora mängder och på specialbyggda fartyg skeppas 1000-tals levande får ut. Vid Margaret River finns vinodlingar. Även fiskeindustrin är stor längs kusten och bland exportprodukterna finns räkor, krabbor, hummer, haj och tonfisk. Valfångst upphörde 1978.
Tillverkningsindustrin är främst koncentrerad till området kring Perth och innefattar bland annat oljeraffinering, smältverk för aluminium, nickel och järnmalm, verkstadsindustri särskilt med inriktning på produkter för gruvnäringen, livsmedelsindustri, och varvsindustri. Perth är också ett centrum för bank- och finansväsendet, och en rad bolag har sina huvudkontor där.

### Fotnoter
1. ↑  Area of Australia - States and Territories. Geoscience Australia. Läst 17 november 2017.
2. 1 2  2016 Census QuickStats: Western Australia. Arkiverad 17 november 2017 hämtat från the Wayback Machine. Australian Bureau of Statistics. Läst 17 november 2017.
3. ↑  ”States of Australia” (på engelska). World Statesmen. http://www.worldstatesmen.org/Australian_States.html#Western-Australia. Läst 29 december 2012.